# Móder Rezső
Móder Rezső (Budapest, 1954. június 14. –) magyar szobrász, zeneszerző, előadóművész, festő- és grafikusművész, performer.

## Életpályája
Szülei: Móder Jenő és Belovay Erzsébet. Iskoláját Dunaújvárosban végezte el. Eredeti szakmája villanyszerelő elektrikus volt. 1967-től tagja volt a Munkácsy Mihály Képzőművészeti Körnek, ahol Cyránski Mária és ifj. Koffán Károly vezetésével festeni tanult. 1978–1983 között a Magyar Képzőművészeti Főiskola hallgatója volt; Gerzson Pál, Sarkantyu Simon és Vecsey Csaba növendékeként. 1980-tól kiállító művész. 1983-ban Pats Józseffel megalapította a Képzőkört. 1987-ben készült el első zenélő-mobil acélszobra. 1989-ben 1996–1997 között részt vett a Dunaújvárosi Nemzetközi Acélszobrász Alkotótelepen. 1988–1991 között, valamint 1997-ben a Győri Nemzetközi Szobrász Alkotótelepen dolgozott. 1993–1995 között a győri Nemzetközi kortárs kiállítások résztvevője volt. 1995-ben és 1997-ben a Zalaegerszegi Nemzetközi Alkotótábor kiállításain is részt vett. 1993-tól a Fény – Hang – Szín – Tér Dunaújvárosi Kortárs Művészeti Fesztivál és az Instrumentum mobilfesztiválok művészeti vezetője. 1996-ban a Zenélő Szoborpark Múzeum – Kortárs gyűjtemény állandó kiállítás alapítója, a Zenepark Fesztiválok vezetője. 1997-ben dr. Sipos Jánossal megalapította a Dunaújvárosi Művészeti Egyesületet.

### Munkássága
Eleinte lírai-expresszionista kollázsokkal, erős érzelmi töltésű rajzokkal mutatkozott be, melyeknek központi motívuma egy végtagok nélküli, kötésekbe bugyolált lárvaforma volt. Festményein feltűntek konkrét és gépies formák is. Az 1980-as évek közepén ezek a csomagolt-burkolt tárgyak kiléptek a síkból, megjelentek a dunaújvárosi Vasműből származó és azokra visszautaló rozsdásodó acélelemek (Égigérő tragacs, 1985). Egyedülálló, 5D-s művészetében (Kozmosz-sorozat; Időzenetengelyek; XXIII. századi zene) egyszerre van jelen a negyedik (idő) és az ötödik (hang) dimenzió, illetve a tárgy-létrehozás és a közreműködés lehetősége is (mobilkoncertek, zeneművek). Konstrukciói kozmikus jelképek hordozói és a jövő zenéjének autentikus hévvel megfogalmazott eszközei, miközben lírai tisztelgések is az eltűnt munkásosztály, Dunaújváros építői előtt.

## Művei
- Kozmosz (1990)
- Időtengelyek (1991)
- Kozmosz-sorozat (partitúrák, 1996-ig)
- Objektversek (1996)
- Ötdimenziós művészet (1998)
- Ötdimenziós acélköltészet (2006)

## Kiállításai
| - 1980, 1982, 1990, 1998 Dunaújváros - 1983-1984, 1986-1987, 1991, 1997 Budapest - 1985 Székesfehérvár - 1986 Kaposvár, Barcs - 1987 Szentendre - 1988 Tatabánya - 1989 Győr - 1990 Miskolc - 1993 Szombathely - 1994 Kecskemét, Pápa - 2000 Genf | - 1982, 1986, 1990 Salgótarján - 1983 Várna - 1984 Szófia - 1985, 1989, 1991 Miskolc - 1986-1987 Eger - 1987 Zürich, Budapest, Szentendre, Székesfehérvár, Nagyatád, Pécs - 1989 Pécs, Budapest - 1990 Győr, Budapest - 1991-1992, 1995-2000 Budapest - 1992 Sydney, München, Eperjes, Pécs, Dunaújváros - 1994 Dunaújváros, Győr - 1995 Pécs, Szombathely - 1996 Szentendre, Dunaújváros - 1997 Pécs, Győr, Dunaújváros, Paks - 1998 Amszterdam, Nagyatád, Szekszárd, Dunaújváros - 2000 Székesfehérvár |

## Díjai
- Varsec-i Nemzetközi Művésztelep díja (1982)
- Smohay-ösztöndíj (1984)
- II. Észak-dunántúli Tárlat díja (1985)
- Fiatal Képzőművészek Stúdiója díja (1986)[4]
- kiskőrösi Petőfi-pályázat festészeti díja (1986)
- Fiatal Képzőművészek Országos pályázatának díja (1987)
- Fiatal Képzőművészek Stúdiója Egyesület festészeti díja (1987)
- VI. Dunántúli Tárlat Baranya megyei díja (1987)
- Győri Nemzetközi Alkotótelep díja (1990)
- Győr Városért Emlékérem (1990)[4]
- II. Nemzetközi Minta Triennálé díja (1991)
- II. Nemzetközi Szobrászrajz Biennálé díja (1993)
- regensburgi Köztéri szobor és objekt pályázat díja (1994)
- Dunántúli Független Videó- és Film Fesztivál III. díja (1995; Schmidt Józseffel)
- Művelődésügyi Minisztérium-díj (2000)[4]
- Munkácsy Mihály-díj (2001)[4]
- Koszorús Szobrász (2004)[4]